# جن‌زدگی در کنتیکت
جن‌زدگی در کنتیکت (The Haunting in Connecticut) فیلمی است ساخته پیتر کورن ول.
این فیلم ظاهراً بر پایهٔ داستان خانواده اسندکر ساخته شده که در دهه هشتاد به خانه‌ای که مدعی‌اند «در تسخیر ارواح بود، اسباب‌کشی کردند و با چشم‌های خود شاهد تحرک ارواح در خانه‌شان بودند.»

## داستان
مت، پسر جوانی است که سرطان دارد و تحت درمان ویژه‌ای است. مادرش سارا برای این‌که به بیمارستان نزدیک‌تر باشند، خانه بزرگ اما ارزانی را در ایالت کنتیکت ایالات متحده اجاره می‌کند.
خانه‌ای که روزگاری نه چندان دور، مرده‌شوی‌خانه و محل انجام امور کفن و دفن مردگان بوده‌است. آن‌ها به خانه جدید نقل مکان می‌کنند و ورود آن‌ها به خانه، آغاز گرفتاری‌های تازه‌ای است که با ارواح و مردگان ساکن در این خانه جن‌زده پیدا می‌کنند.
خانه جدید، نه تنها مرده‌شوی‌خانه بلکه محل احضار روح بوده و صاحب قبلی آن دکتر آیکمن با همکاری پسر جوانی به نام جونا که روح او اکنون در بدن مت حلول کرده، جلسات احضار روح را اداره می‌کرده‌است.